# 马扎尔塞克
马扎尔塞克（匈牙利語：Magyarszék）是匈牙利巴兰尼亚州所辖的一个村。总面积13.86平方公里，总人口1101，人口密度79.4人/平方公里（2011年1月1日）。